# Riet-associatie
De riet-associatie (Typho-Phragmitetum) is een associatie uit het riet-verbond (Phragmition). Het betreft soortenarme rietlanden waarin echt riet (Phragmites australis) en/of lisdodden (Typha spp.) dominant en aspectbepalend zijn.

## Naamgeving en codering
| Scirpo-Phragmitetum W.Koch 1926 |

- Syntaxoncode voor Nederland (rVvN): r08Bb04
- BWK-karteringscodes: mr, md

De wetenschappelijke naam Typho-Phragmitetum is afgeleid van de botanische namen van lisdodde (Typha) en gewoon riet (Phragmites australis).

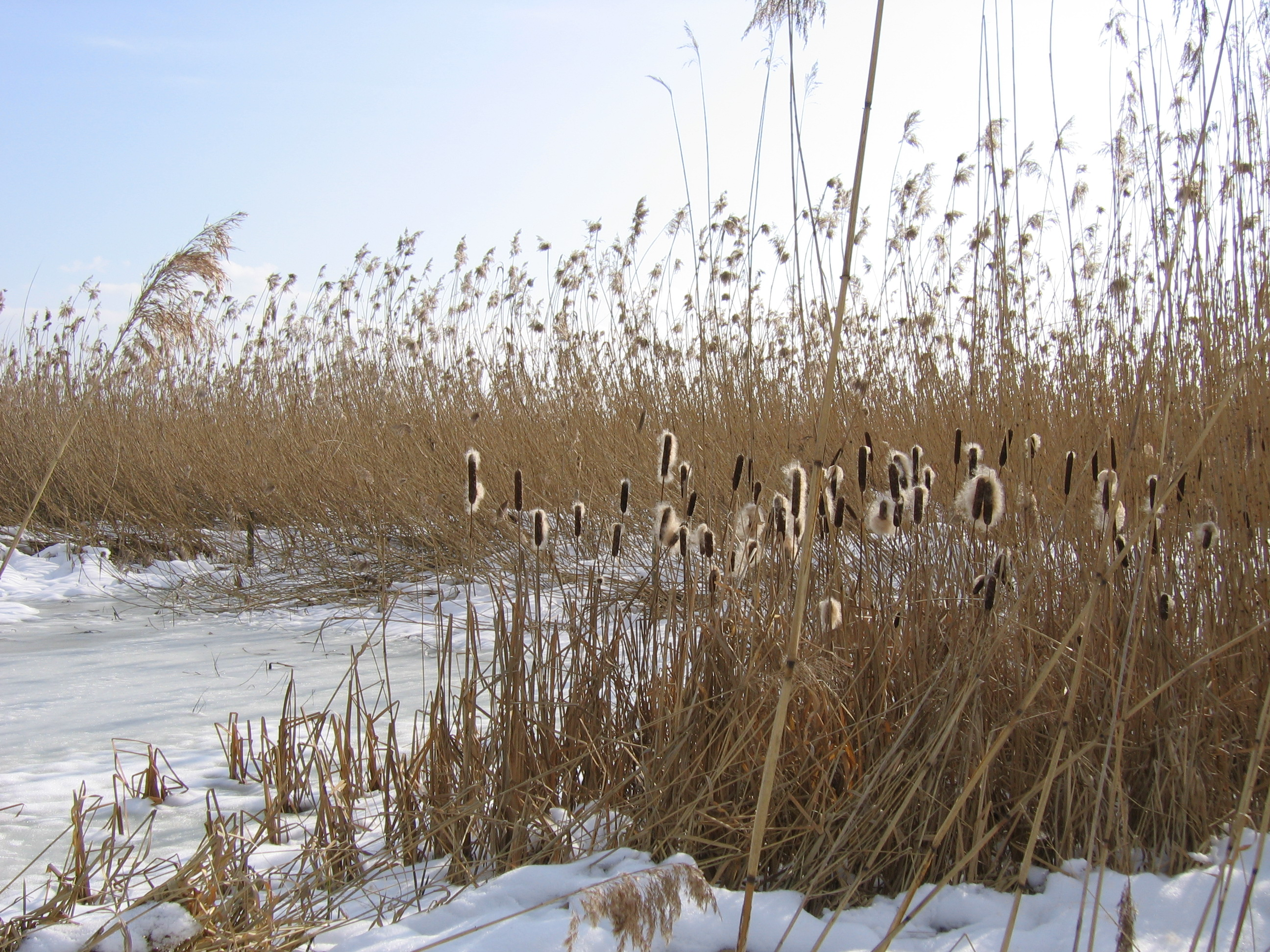
Winteraspect van de riet-associatie met beide naamgevende soorten.

## Subassociaties in Nederland en Vlaanderen
Binnen de riet-associatie worden in Nederland en Vlaanderen vier subassociaties onderscheiden.

### Subassociatie met kleine lisdodde
Een subassociatie met kleine lisdodde (Typho-Phragmitetum typhetosum angustifoliae) wordt gekenmerkt door de (co)dominantie van kleine lisdodde. De waterdiepte waarin deze gemeenschap groeit betreft ongeveer 0,5–1,5 m (soms nog iets dieper). Het gaat vooral om wateren met een dikke laag sapropeel op de bodem, waarin de wortelstokken van kleine lisdodde veel beter kunnen doordringen dan bij minerale bodems. Deze subassociatie vormt binnen de riet-associatie vaak het voorstadium van de andere subassociaties. Het aandeel aan waterplanten die typerend zijn voor de fonteinkruiden- en eendenkroos-klasse is hoger dan bij de andere subassociaties.

### Subassociatie met dotterbloem
Een subassociatie met dotterbloem (Typho-Phragmitetum calthetosum) is kenmerkend voor dagelijks overstroomde plaatsen in kommen achter oeverwallen in het zoetwatergetijdegebied. Differentiërende taxa zijn dotterbloem, bittere veldkers, moerasvergeet-mij-nietje, ruw beemdgras en gewoon speenkruid.

### Typische subassociatie
De typische subassociatie (Typho-Phragmitetum typicum) is negatief gekenmerkt.

### Subassociatie met moerasvaren
Een subassociatie met moerasvaren (Typho-Phragmitetum thelypteridetosum) komt vooral voor aan de randen van petgaten en veenplassen, vaak waar de trofiegraad ietwat toeneemt door aanspoelsel. Differentiërende taxa zijn moerasvaren, koninginnekruid en melkeppe.

## Vegetatiezonering
In de vegetatiezonering kan de riet-associatie als contactgemeenschap optreden met allerlei andere syntaxa.

### Microgemeenschappen
In niet-geëutrofieerde vegetatie van de riet-associatie komen op de ondergedoken delen van de rietstengels soortenrijke submers-epifytische microgemeenschappen van algen voor.

## Fauna
De riet-associatie speelt voor een groot aantal diersoorten een belangrijk (deel van) hun habitat. Onder de vogels bijvoorbeeld, zijn de rietzanger, kleine karekiet en baardmannetje sterk afhankelijk van vegetatie van de riet-associatie.

## Fotogalerij

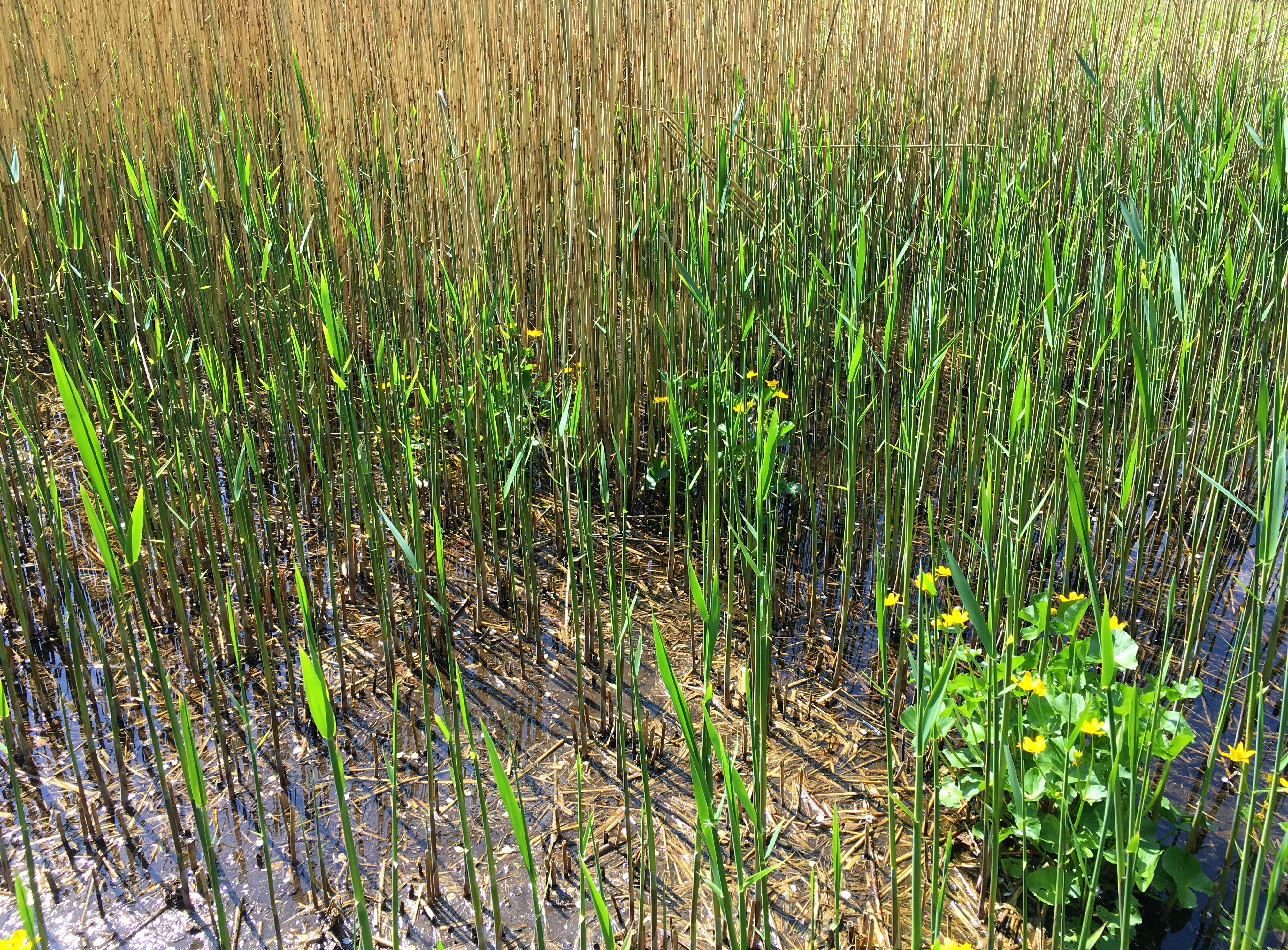
Een voorjaarsaspect van de subassociatie met dotterbloem
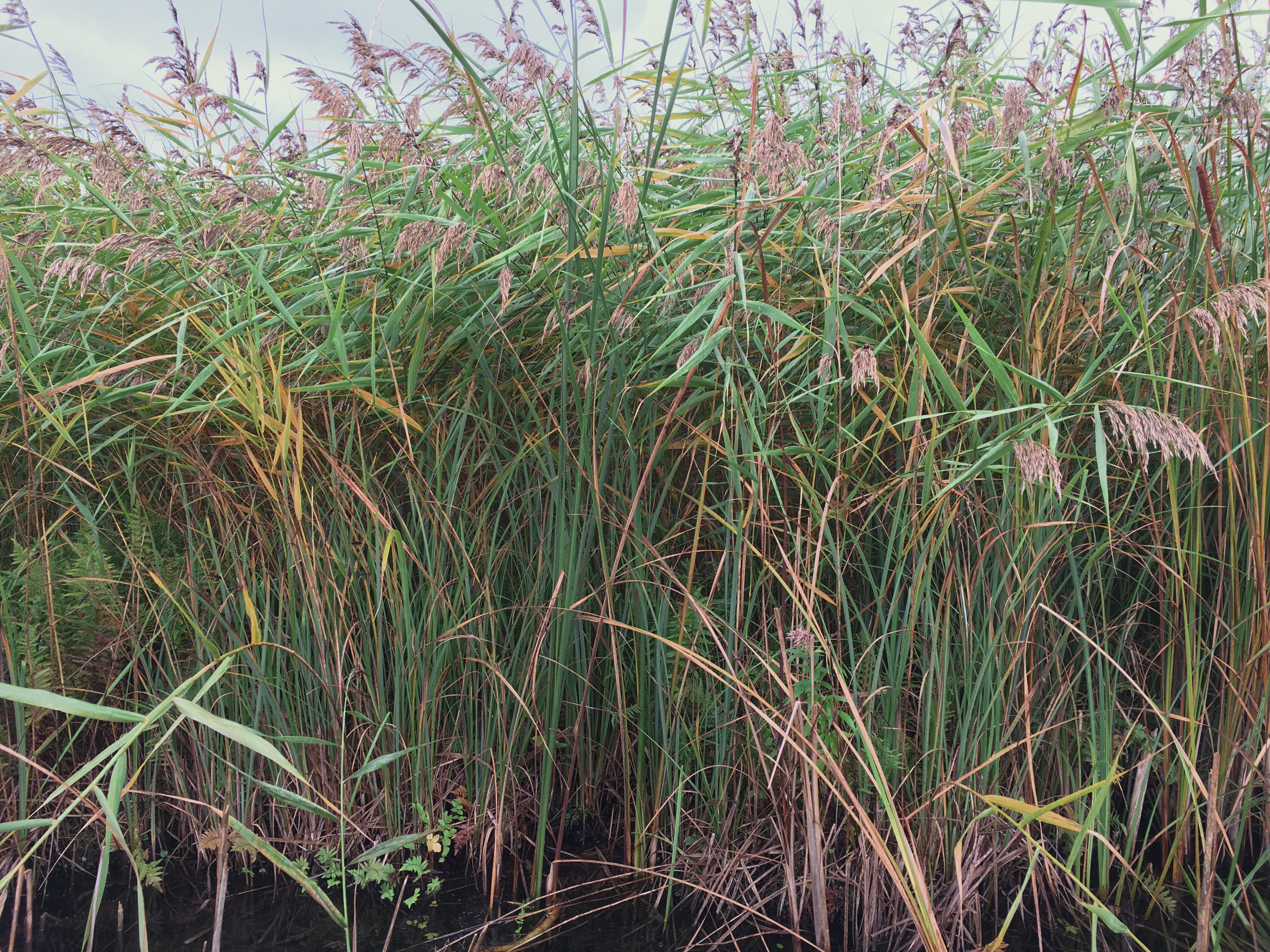
Herfstaspect van de subassociatie met moerasvaren
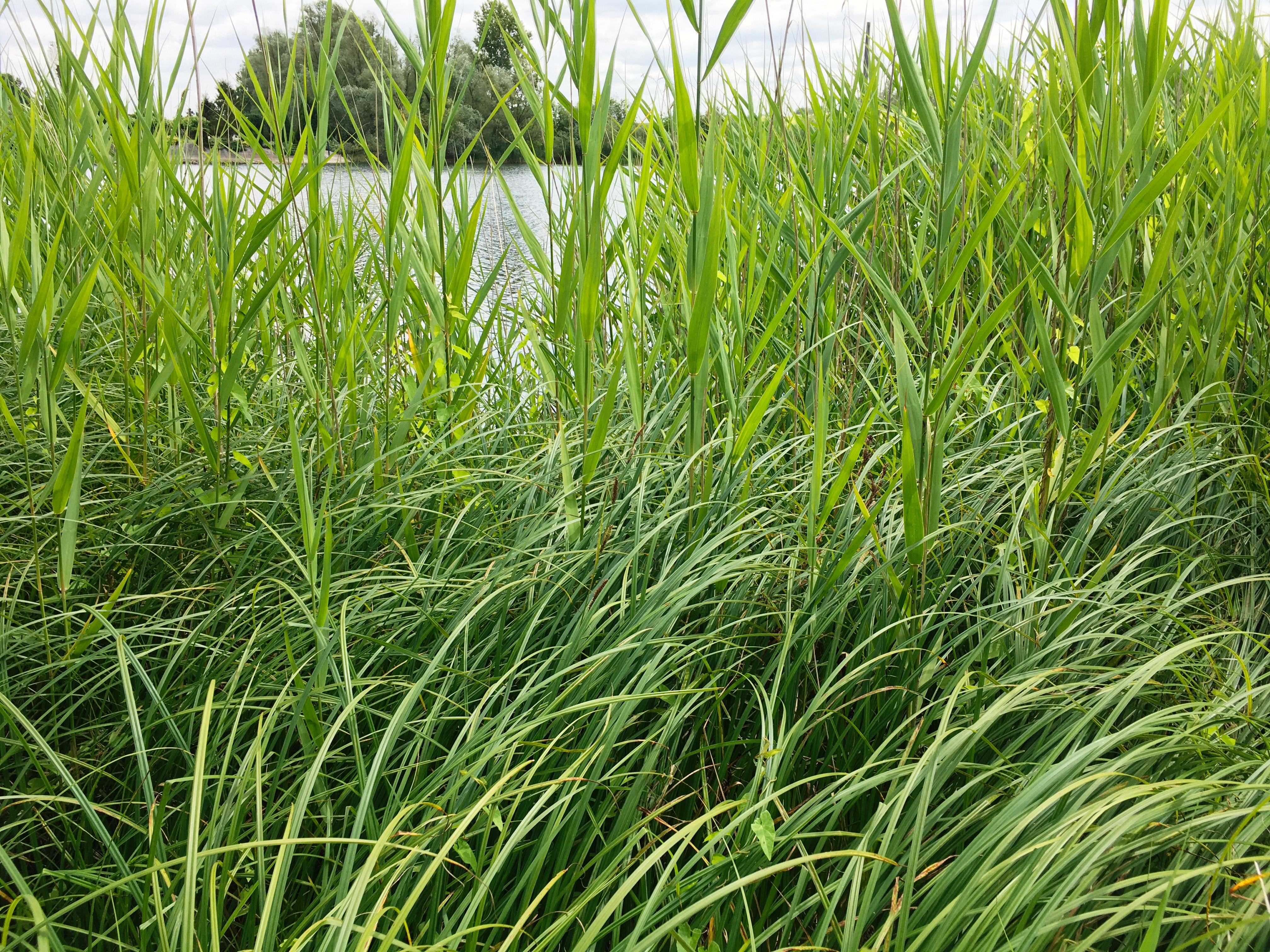
Riet-associatie in contact met de associatie van scherpe zegge
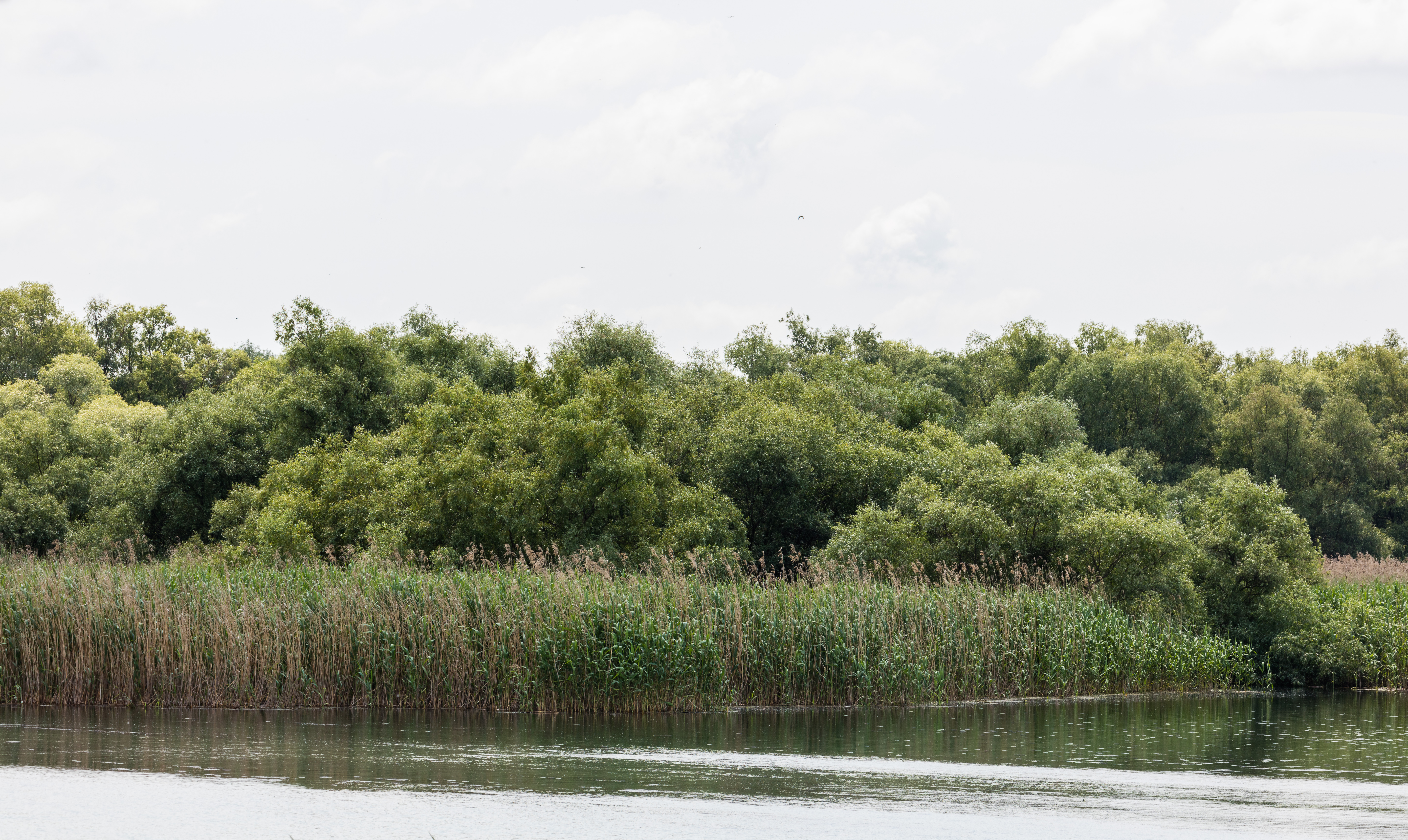
De riet-associatie langs ooibos van het verbond van wilgenvloedbossen en -struwelen